# Pallamano Trieste 2019-2020
Questa pagina raccoglie i dati riguardanti la Pallamano Trieste nelle competizioni ufficiali della stagione 2019-2020.

## Maglie e sponsor
Lo sponsor tecnico della stagione 2019-2020 è l'azienda giapponese Mizuno. Lo sponsor frontale è Alabarda Onoranze Funebri, mentre sulle maniche sono presenti FriuLIVEneziagiulia e Fondazione CRTrieste.
Sui pantaloncini è presente nella parte destra lo sponsor In Punto Caffè mentre sulla parte sinistra MUST Living Solution.

## Mercato

### Sessione estiva
| Acquisti | Acquisti        | Acquisti       | Acquisti   | Acquisti |
| R.a      | Nome            | da             | Modalità   |          |
| -------- | --------------- | -------------- | ---------- | -------- |
| C        | Dušan Fidel     | Slovan Lubiana | definitivo |          |
| TS       | Nikola Popović  | HSG Kastellaun | definitivo |          |
| PT       | Matteo Capuzzo  | Koper          | definitivo |          |
| AS       | Federico Busdon | Koper          | definitivo |          |

| Cessioni | Cessioni           | Cessioni       | Cessioni       | Cessioni |
| R.       | Nome               | a              | Modalità       |          |
| -------- | ------------------ | -------------- | -------------- | -------- |
| TS       | Božidar Leković    | Maccabi Dimona | definitivo     |          |
| TD       | Miloš Ivić         | svincolato     | fine contratto |          |
| TD       | Dušan Šipka        | svincolato     | fine contratto |          |
| TD       | Ivo Mišković       | svincolato     | fine contratto |          |
| PT       | Marko Milovanović  | Oderzo         | definitivo     |          |
| AS       | Emanuele Tocchetto | Oderzo         | definitivo     |          |

### Sessione invernale
| Acquisti | Acquisti       | Acquisti  | Acquisti   | Acquisti |
| R.a      | Nome           | da        | Modalità   |          |
| -------- | -------------- | --------- | ---------- | -------- |
| AD       | Mario Mustapić | Medveščak | definitivo |          |

| Cessioni | Cessioni        | Cessioni   | Cessioni    | Cessioni |
| R.a      | Nome            | a          | Modalità    |          |
| -------- | --------------- | ---------- | ----------- | -------- |
| AD       | Lorenzo Dovgan  | svincolato | risoluzione |          |
| AS       | Federico Busdon | svincolato | risoluzione |          |
| PT       | Matteo Capuzzo  | svincolato | risoluzione |          |

## Rosa

### Giocatori
| N° | Naz.                | Ruolo | Sportivo              | Anno |  |  |
| -- | ------------------- | ----- | --------------------- | ---- |  |  |
| 1  | Italia (bandiera)   | P     | Luca Doronzo          | 1997 |  |  |
| 12 | Italia (bandiera)   | P     | Diego Modrušan        | 1980 |  |  |
| 16 | Italia (bandiera)   | P     | Nicolò Zoppetti       | 2000 |  |  |
| 88 | Italia (bandiera)   | P     | Matteo Capuzzo        | 2000 |  |  |
| 3  | Italia (bandiera)   | C     | Jan Radojković        | 1989 |  |  |
| 4  | Italia (bandiera)   | A     | Raul Grosu Ionut      | 2001 |  |  |
| 5  | Italia (bandiera)   | C     | Giacomo Hrovatin      | 2002 |  |  |
| 6  | Croazia (bandiera)  | A     | Mario Mustapić        | 1998 |  |  |
| 7  | Italia (bandiera)   | A     | Gabriel Mazzarol      | 2001 |  |  |
| 9  | Italia (bandiera)   | PV    | Alex Pernic           | 1992 |  |  |
| 10 | Croazia (bandiera)  | T     | Nikola Popović        | 1994 |  |  |
| 13 | Italia (bandiera)   | PV    | Massimiliano Di Nardo | 1992 |  |  |
| 17 | Italia (bandiera)   | A     | Enrico Valdemarin     | 2001 |  |  |
| 18 | Italia (bandiera)   | A     | Davide Parisato       | 2001 |  |  |
| 19 | Italia (bandiera)   | A     | Marco Visintin        | 1982 |  |  |
| 20 | Slovenia (bandiera) | T     | Dušan Fidel           | 1992 |  |  |
| 23 | Italia (bandiera)   | T     | Leonardo Allia        | 1999 |  |  |
| 34 | Italia (bandiera)   | C     | Gianni Sodomaco       | 2000 |  |  |
| 66 | Italia (bandiera)   | T     | Luca Sandrin          | 1999 |  |  |
|    | Italia (bandiera)   | A     | Lorenzo Dovgan        | 1995 |  |  |

## Organigramma societario
Di seguito l'organigramma della società.

## Risultati

### Stagione Regolare

#### Girone d'andata
| Fondi 7 settembre 2019 | Gaeta | 24 – 22 referto | Trieste |  |

| Trieste 14 settembre 2019 | Trieste | 26 – 28 referto | Junior Fasano |  |

| Conversano 21 settembre 2019 | Conversano | 34 – 28 referto | Trieste |  |

| Trieste 28 settembre 2019 | Trieste | 32 – 28 referto | Cologne |  |

| Fondi 5 ottobre 2019 | Fondi | 24 – 22 referto | Trieste |  |

| Trieste 12 ottobre 2019 | Trieste | 25 – 29 referto | Sassari |  |

| Merano 19 ottobre 2019 | Black Devils | 31 – 24 referto | Trieste |  |

| Appiano sulla strada del vino 9 novembre 2019 | Eppan | 27 – 27 referto | Trieste |  |

| Trieste 16 novembre 2019 | Trieste | 18 – 17 referto | Cassano Magnago |  |

| Brixen 23 novembre 2019 | Brixen | 31 – 23 referto | Trieste |  |

| Trieste 27 novembre 2019 | Trieste | 29 – 30 referto | Siena |  |

| Bolzano 30 novembre 2019 | Bozen | 37 – 25 referto | Trieste |  |

| Trieste 7 dicembre 2019 | Trieste | 18 – 21 referto | Pressano |  |

#### Girone di ritorno
| Trieste 18 gennaio 2020 | Trieste | 30 – 22 referto | Gaeta |  |

| Fasano 25 gennaio 2020 | Junior Fasano | 29 – 26 referto | Trieste |  |

| Trieste 1 febbraio 2020 | Trieste | 30 – 31 referto | Conversano |  |

| Cologne 8 febbraio 2020 | Cologne | 26 – 26 referto | Trieste |  |

| Trieste 15 febbraio 2020 | Trieste | 29 – 23 referto | Fondi |  |

| Sassari nd | Sassari | – | Trieste |  |

| Trieste 7 marzo 2020 | Trieste | 26 – 24 referto | Black Devils |  |

| Trieste nd | Trieste | – | Eppan |  |

| Cassano Magnago nd | Cassano Magnago | – | Trieste |  |

| Trieste nd | Trieste | – | Brixen |  |

| Siena nd | Siena | – | Trieste |  |

| Trieste nd | Trieste | – | Bozen |  |

| Lavis nd | Pressano | – | Trieste |  |

### Coppa Italia 2019-2020

#### Qualification Round
| Trieste 14 dicembre 2019 | Trieste | 27 – 26 referto | Fondi |  |

#### Final8

##### Quarti di finale
| Siena 21 febbraio 2020 | Siena | 30 – 24 referto | Trieste |  |

## Classifica
|  | Pos. | Squadra         | Pt | G  | V  | N | S  | GF  | GS  | D    |
|  | ---- | --------------- | -- | -- | -- | - | -- | --- | --- | ---- |
|  | 1.   | Conversano      | 32 | 20 | 16 | 0 | 4  | 551 | 479 | +72  |
|  | 2.   | Cassano Magnago | 31 | 20 | 15 | 1 | 4  | 540 | 466 | +74  |
|  | 3.   | Bozen           | 30 | 19 | 15 | 0 | 4  | 571 | 438 | +133 |
|  | 4.   | Sassari         | 27 | 19 | 14 | 1 | 5  | 534 | 487 | +47  |
|  | 5.   | Siena           | 27 | 20 | 13 | 1 | 6  | 553 | 536 | +17  |
|  | 6.   | Brixen          | 26 | 20 | 18 | 0 | 7  | 589 | 538 | +51  |
|  | 7.   | Pressano        | 19 | 20 | 9  | 1 | 10 | 497 | 482 | +15  |
|  | 8.   | Black Devils    | 16 | 20 | 7  | 2 | 11 | 536 | 549 | -13  |
|  | 9.   | Junior Fasano   | 14 | 20 | 6  | 2 | 12 | 516 | 582 | -76  |
|  | 10.  | Fondi           | 13 | 20 | 5  | 3 | 12 | 496 | 549 | -53  |
|  | 11.  | Trieste         | 12 | 19 | 5  | 2 | 12 | 484 | 514 | -30  |
|  | 12.  | Eppan           | 12 | 20 | 5  | 2 | 13 | 483 | 536 | -53  |
|  | 13.  | Gaeta           | 10 | 19 | 5  | 0 | 14 | 475 | 555 | -80  |
|  | 14.  | Cologne         | 7  | 20 | 2  | 3 | 15 | 469 | 573 | -104 |

Aggiornato al 07/03/20.
      Qualificate all'EHF Cup.

## Statistiche

### Giocatori
- Maggior numero di cartellini gialli: Massimiliano Di Nardo (12)
- Maggior numero di esclusioni temporanee: Alex Pernic (20)
- Maggior numero di cartellini rossi: Massimiliano Di Nardo, Mario Mustapić (1)
- Maggior numero di reti in una gara: Jan Radojković (11, Quarti di finale Coppa Italia)

#### Classifica marcatori
| N. | Giocatore             | Presenze | Reti | Media gol |
| -- | --------------------- | -------- | ---- | --------- |
| 3  | Jan Radojković        | 20       | 125  | 6,25      |
| 10 | Nikola Popović        | 18       | 73   | 4,05      |
| 20 | Dušan Fidel           | 16       | 63   | 3,93      |
| 9  | Alex Pernic           | 21       | 59   | 2,81      |
| 5  | Giacomo Hrovatin      | 20       | 48   | 2,4       |
| 13 | Massimiliano Di Nardo | 20       | 31   | 1,55      |
| 66 | Luca Sandrin          | 21       | 29   | 1,38      |
| 6  | Mario Mustapić        | 6        | 23   | 3,83      |
| 23 | Leonardo Allia        | 14       | 21   | 1,5       |
| 19 | Marco Visintin        | 14       | 20   | 1,42      |
|    | Lorenzo Dovgan        | 5        | 16   | 3,2       |
| 17 | Enrico Valdemarin     | 17       | 15   | 0,88      |
| 7  | Gabriel Mazzarol      | 14       | 4    | 0,28      |
| 34 | Gianni Sodomaco       | 11       | 2    | 0,18      |
|    | Davide Parisato       | 3        | 1    | 0,33      |
|    | Francesco Bosco       | 6        | 1    | 0,16      |
| 4  | Raul Ionut Grosu      | 13       | 1    | 0,07      |
| 12 | Diego Modrušan        | 21       | 0    | 0         |
| 16 | Nicolò Zoppetti       | 21       | 0    | 0         |
| 1  | Luca Doronzo          | 9        | 0    | 0         |
|    | Daniel Nait           | 1        | 0    | 0         |
| 88 | Matteo Capuzzo        | 1        | 0    | 0         |

Aggiornato al 07/03/20

### Squadra

#### Partite
- Più gol segnati: Trieste-Cologne 32-28 (4ª giornata)
- Meno gol segnati: Trieste-Cassano Magnago 18-17 (9ª giornata)
- Miglior vittoria: Trieste-Gaeta 30-22 (14ª giornata)
- Peggior sconfitta: Bozen-Trieste 37-25 (10ª giornata)
- Con più gol: Conversano-Trieste 34-28 e Bozen-Trieste 37-25 (62, 3ª e 12ª giornata)
- Con meno gol: Trieste-Cassano Magnago 18-17 (35, 9ª giornata)
- Media reti segnate: 25,55 gol
- Media reti subite: 27,33 gol
- Media reti segnate in casa: 26,33 gol
- Media reti subite in casa: 25,44 gol
- Media reti segnate in trasferta: 24,77 gol
- Media reti subite in trasferta: 29,22 gol

#### Andamento in campionato
| Giornata  | 1 | 2  | 3  | 4  | 5  | 6  | 7  | 8  | 9  | 10 | 11 | 12 | 13 | 14 | 15 | 16 | 17 | 18 | 19 | 20 | 21 | 22 | 23 | 24 | 25 | 26 |
| --------- | - | -- | -- | -- | -- | -- | -- | -- | -- | -- | -- | -- | -- | -- | -- | -- | -- | -- | -- | -- | -- | -- | -- | -- | -- | -- |
| Luogo     | T | C  | T  | C  | T  | C  | T  | T  | C  | T  | C  | T  | C  | C  | T  | C  | T  | C  | T  | C  | C  | T  | C  | T  | C  | T  |
| Risultato | P | P  | P  | V  | P  | P  | P  | N  | V  | P  | P  | P  | P  | V  | P  | P  | N  | V  |    | V  |    |    |    |    |    |    |
| Posizione | 9 | 13 | 13 | 12 | 12 | 12 | 12 | 11 | 11 | 11 | 11 | 13 | 13 | 11 | 13 | 13 | 13 | 11 |    | 11 |    |    |    |    |    |    |

#### Riepilogo
| Competizione | Punti | In casa | In casa | In casa | In casa | In casa | In casa | In trasferta | In trasferta | In trasferta | In trasferta | In trasferta | In trasferta | Totale | Totale | Totale | Totale | Totale | Totale | D.R. |
| Competizione | Punti | G       | V       | N       | P       | Gf      | Gs      | G            | V            | N            | P            | Gf           | Gs           | G      | V      | N      | P      | Gf     | Gs     | D.R. |
| ------------ | ----- | ------- | ------- | ------- | ------- | ------- | ------- | ------------ | ------------ | ------------ | ------------ | ------------ | ------------ | ------ | ------ | ------ | ------ | ------ | ------ | ---- |
| Serie A      | 12    | 10      | 5       | 0       | 5       | 273     | 258     | 9            | 0            | 2            | 7            | 223          | 268          | 19     | 5      | 2      | 13     | 496    | 526    | -30  |
| Coppa Italia | -     | 1       | 1       | 0       | 0       | 27      | 26      | 1            | 0            | 0            | 1            | 24           | 30           | 2      | 1      | 0      | 1      | 51     | 56     | -5   |
| Totale       | -     | 11      | 6       | 0       | 5       | 300     | 284     | 10           | 0            | 2            | 8            | 247          | 298          | 21     | 6      | 2      | 14     | 557    | 592    | -35  |